# Dysna
Dysna (bje. Дзісна; rus. Дисна) je rijeka koja teče kroz Litvu i Bjelorusiju u Zapadnu Dvinu kod mjesta Dzisna.
Rijeka izvire iz jezera Parsvėtas, u blizini Dūkštasa, općina okruga Ignalina. Protječe kroz jezero Dysnai i jezero Dysnykštis. Kod mjesta Kačergiškės skreće na istok i za 39 km teče na litvansko - bjeloruskoj granici. Dužina u Litvi je 17 km. Jedno od jezera u području slijeva je jezero Drūkšiai koje se koristi za hlađenje reaktora nuklearne elektrane Ignalina.
Njegove najveće pritoke su Birvėta, Golbica, Janka, Berezovka i Mnuta.

## Vanjske poveznice
|  | Zajednički poslužitelj ima još gradiva o temi Dysna |